# Sarutobi Sasuke, le jeune ninja
Pour plus de détails, voir Fiche technique et Distribution.
Sarutobi Sasuke, le jeune ninja (少年猿飛佐助, Shōnen Sarutobi Sasuke) est un long métrage d'animation japonais réalisé par Taiji Yabushita et Akira Daikubara, sorti en 1959.

## Synopsis
Au Japon, un jeune garçon gravit une montagne pour trouver le magicien qui l'aidera à défendre sa famille, menacée par une redoutable sorcière.

## Commentaires
Il s'agit du tout premier film d'animation japonais projeté en salles en Amérique du Nord et en Europe occidentale. Il est ainsi diffusé dans le nord de la France (dans ce pays le 22 juin 1961) et en Belgique sous le titre La Forêt aux Sortilèges par Metro-Goldwyn-Mayer dans un version ou le personnage principal est un samouraï,.
Le personnage du ninja Sarutobi Sasuke, immortalisé par les comics des années 1960, apparaît déjà dans de nombreuses histoires pour enfants dès 1911.

## Fiche technique
- Titre : Sarutobi Sasuke, le jeune ninja
- Titre original : Shônen Sarutobi Sasuke / 少年猿飛佐助
- Titres en anglais : Magic Boy, Sasuke, the Young Sarutobi, The Adventures of Little Samurai
- Réalisation : Taiji Yabushita et Akira Daikubara
- Scénario : Michihei Muramatsu et Toppei Matsumura, d'après une histoire de Kazuo Dan
- Musique : Satoshi Funemura et Toru Funamura
- Production : Sanae Yamamoto pour Tōei Doga
- Pays d'origine : Japon
- Langue : japonais
- Technique : dessin animé
- Genre : film d'animation
- Format : couleur
- Durée : 82 minutes
- Dates de sortie : 25 décembre 1959 (Japon) ; 22 juin 1961 (États-Unis)

## Distribution (voix)
- Teruo Miyazaki : Sasuke
- Harue Akagi : Omon Yayamata
- Hiroko Sakuramachi : Oyû
- Katsuo Nakamura : Yukimura Sanada
- Kazuo Iwata : le gardien
- Kenji Usuda : le Maître Tozawa Hakuun
- Ryôei Itô : Okera no Kinta
- Shunji Sakai : Batta no Miyoshi
- Tomoko Matsushima : Okei-chan
- Yoshio Yoshida : Gonkurô, la tempête des montagnes